# George Newport
George Newport, född den 4 februari 1803 i Canterbury, död den 7 april 1854 i London, var en engelsk entomolog. 
Newport som var en framstående anatom, är känd för sina studier med hjälp av mikroskop och för sin skicklighet i fråga om dissektion. Han hade fått sin utbildning vid College of Surgeons. Newport var president i Entomological Society of London (1843–1844). Han var Fellow of the Royal Society och ledamot av Ray Society.  Newport tilldelades Royal Medal 1836 och Bakerian Medal 1841.